# Åsbo socken
Åsbo socken i Östergötland ingick i Göstrings härad, ingår sedan 1971 i Boxholms kommun och motsvarar från 2016 Åsbo distrikt.
Socknens areal är 119,00 kvadratkilometer, varav 116,46 land. År 2000 fanns här 763 invånare. Tätorten Strålsnäs samt kyrkbyn Åsbo med sockenkyrkan Åsbo kyrka ligger i denna socken. 

## Administrativ historik
Åsbo socken har medeltida ursprung.
Vid kommunreformen 1862 övergick socknens ansvar för de kyrkliga frågorna till Åsbo församling och för de borgerliga frågorna till Åsbo landskommun. Landskommunen inkorporerades 1952 i Södra Göstrings landskommun och ingår sedan 1971 i Boxholm kommun. Församlingen uppgick 2010 i Boxholms församling.
1 januari 2016 inrättades distriktet Åsbo, med samma omfattning som församlingen hade 1999/2000.
Socknen har tillhört samma fögderier och domsagor som socknens härader.  De indelta soldaterna tillhörde  Första livgrenadjärregementet, Ombergs kompani och Andra livgrenadjärregementet, Skenninge kompani.
Socknen uppdelades i följande roten: Näsby roten, Skogbo roten, Dörhults roten och Västra roten.
Under varje rote fanns följande gårdar:
| Näsby roten  | Skogbo roten | Dörhult roten | Västra roten      |
| ------------ | ------------ | ------------- | ----------------- |
| Näsby        | Lindhult     | Kårarp        | Freby             |
| Mörkeskog    | Källeberg    | Bergstorp     | Ettringstorp      |
| Grönlund     | Östanå       | Dämelsbo      | Hemmingstorp      |
| Hovgården    | Lockarp      | Ingesmåla     | Germunarp         |
| Laggarp      | Flathult     | Förmo         | Södra Kvisselhult |
| Friggestorp  | Ry           | Stålefall     | Norra Kvisselhult |
| Kårby        | Gränsefall   | Staffansbo    | Södra Timmerö     |
| Holmshult    | Kvarnkulla   | Sättra        | Norra Timmerö     |
| Sverkelstorp | Bensätter    | Tuddebo       | Boxholms bruk     |
| Ek           | Björke       | Pålsbo        | Sättertorp        |
| Visätter     | Sandvik      | Dörhult       | Rävtomta          |
| Hultekil     | Skvathult    | Blåberget     | Äng               |
| Sanden       |              | Slästorp      | Ingemarstorp      |
|              |              | Bötinge       | Strålsnäs         |
|              |              | Norra Bosmark | Prästgården       |
|              |              | Södra Bosmark | Baltrarp          |
|              |              | Sjögarp       |                   |

## Befolkningsutveckling
| Befolkningsutvecklingen i Åsbo socken 1750–1990                                                          | Befolkningsutvecklingen i Åsbo socken 1750–1990 | Befolkningsutvecklingen i Åsbo socken 1750–1990 | Befolkningsutvecklingen i Åsbo socken 1750–1990 | Befolkningsutvecklingen i Åsbo socken 1750–1990 |
| --- | ----------------------------------------------- | ----------------------------------------------- | ----------------------------------------------- | ----------------------------------------------- |
| |                                                 |                                                 |                                                 |                                                 |
| År |                                                 |                                                 | Folkmängd                                       |                                                 |
| 1750 | 1750                                            |                                                 | 930                                             |                                                 |
| 1760 | 1760                                            |                                                 | 971                                             |                                                 |
| 1768 | 1768                                            |                                                 | 1 134                                           |                                                 |
| 1780 | 1780                                            |                                                 | 1 258                                           |                                                 |
| 1790 | 1790                                            |                                                 | 1 454                                           |                                                 |
| 1800 | 1800                                            |                                                 | 1 445                                           |                                                 |
| 1810 | 1810                                            |                                                 | 1 477                                           |                                                 |
| 1820 | 1820                                            |                                                 | 1 540                                           |                                                 |
| 1830 | 1830                                            |                                                 | 1 589                                           |                                                 |
| 1840 | 1840                                            |                                                 | 1 802                                           |                                                 |
| 1850 | 1850                                            |                                                 | 2 046                                           |                                                 |
| 1860 | 1860                                            |                                                 | 2 008                                           |                                                 |
| 1870 | 1870                                            |                                                 | 1 959                                           |                                                 |
| 1880 | 1880                                            |                                                 | 2 408                                           |                                                 |
| 1890 | 1890                                            |                                                 | 2 295                                           |                                                 |
| 1900 | 1900                                            |                                                 | 2 586                                           |                                                 |
| 1910 | 1910                                            |                                                 | 2 477                                           |                                                 |
| 1920 | 1920                                            |                                                 | 2 347                                           |                                                 |
| 1930 | 1930                                            |                                                 | 1 495                                           |                                                 |
| 1940 | 1940                                            |                                                 | 1 333                                           |                                                 |
| 1950 | 1950                                            |                                                 | 1 162                                           |                                                 |
| 1960 | 1960                                            |                                                 | 924                                             |                                                 |
| 1970 | 1970                                            |                                                 | 684                                             |                                                 |
| 1980 | 1980                                            |                                                 | 783                                             |                                                 |
| 1990 | 1990                                            |                                                 | 812                                             |                                                 |
| Anm: Källor: Umeå universitet - Tabellverket 1749-1859, Demografiska databasen, CEDAR, Umeå universitet. |                                                 |                                                 |                                                 |                                                 |

## Geografi
Åsbo socken ligger nordost om Boxholm vid Svartån och Åsboån. Socknen är odlad slättbygd i ådalarna och skogsbygd däromkring.

## Fornlämningar
Kända från socknen är två hällkistor från stenåldern, gravrösen med stensättningar från bronsåldern samt 13 gravfält och stensträngar från järnåldern. Två runristningar är kända.

## Personer från bygden
Den romantiska 1700-talsskalden Per Daniel Amadeus Atterbom föddes i Pålsbo prästgård.

## Namnet
Namnet (1330-talet Asby) har alternativa tolkningar, båda byggande på att den markerade åsen vid kyrkan och prästgården. Namnet kan komma från prästgården Asbo, 'Åsgården'. Det har också tolkats som 'åsbornas socken'.

### Fotnoter
1. 1 2  Svensk Uppslagsbok andra upplagan 1947–1955: Åsbfo socken
2. 1 2  Harlén, Hans; Harlén Eivy (2003). Sverige från A till Ö: geografisk-historisk uppslagsbok. Stockholm: Kommentus. Libris 9337075. ISBN 91-7345-139-8
3. ↑  ”Församlingar”. Statistiska centralbyrån. https://www.scb.se/hitta-statistik/regional-statistik-och-kartor/regionala-indelningar/forsamlingar/. Läst 30 december 2022.
4. ↑  Administrativ historik för Åsbo socken (Klicka på församlingsposten). Källa: Nationella arkivdatabasen, Riksarkivet.
5. 1 2  Sjögren, Otto (1931). Sverige geografisk beskrivning del 2 Östergötlands, Jönköpings, Kronobergs, Kalmar och Gotlands län. Stockholm: Wahlström & Widstrand. Libris 9939
6. 1 2  Nationalencyklopedin
7. ↑  Fornlämningar, Statens historiska museum: Åsbo socken
8. ↑  Fornminnesregistret, Riksantikvarieämbetet: Åsbo socken Fornminnen i socknen erhålls på kartan genom att skriva in sockennamn (utan "socken") i "Ange geografiskt område"
9. ↑  Mats Wahlberg, red (2003). Svenskt ortnamnslexikon. Uppsala: Institutet för språk och folkminnen. Libris 8998039. ISBN 91-7229-020-X. https://isof.diva-portal.org/smash/get/diva2:1175717/FULLTEXT02.pdf